# BH Большого Пса
BH Большого Пса (лат. BH Canis Majoris) — одиночная переменная звезда в созвездии Большого Пса на расстоянии (вычисленном из значения параллакса) приблизительно 19924 световых лет (около 6109 парсеков) от Солнца. Видимая звёздная величина звезды — от более +15m до +12,2m.

## Характеристики
BH Большого Пса — красная пульсирующая переменная звезда, мирида (M).